# Diego Torres Quintana
Diego Ignacio Torres Quintana (n. Estación Central, Santiago, Chile; 31 de julio de 1992) es un futbolista profesional chileno. Se desempeña como centrocampista por la izquierda o como lateral izquierdo en Santiago Wanderers de la Primera B de Chile. Debutó profesionalmente en el año 2012, jugando por Palestino.

## Estadísticas
| Club                         | Div.       | Temporada  | Liga  | Liga  | Copas nacionales | Copas nacionales | Torneos internacionales | Torneos internacionales | Total | Total |
| Club                         | Div.       | Temporada  | Part. | Goles | Part.            | Goles            | Part.                   | Goles                   | Part. | Goles |
| ---------------------------- | ---------- | ---------- | ----- | ----- | ---------------- | ---------------- | ----------------------- | ----------------------- | ----- | ----- |
| Palestino · Chile            | 1.ª        | 2012       | 1     | 0     | 3                | 0                | —                       | —                       | 4     | 0     |
| Palestino · Chile            | 1.ª        | 2013       | —     | —     | 2                | 0                | —                       | —                       | 2     | 0     |
| San Antonio Unido · Chile    | 3.ª        | 2013       | 18    | 2     | —                | —                | —                       | —                       | 18    | 2     |
| San Antonio Unido · Chile    | Total club | Total club | 18    | 2     | 0                | 0                | 0                       | 0                       | 18    | 2     |
| Palestino · Chile            | 1.ª        | 2013-14    | 1     | 0     | —                | —                | —                       | —                       | 1     | 0     |
| Palestino · Chile            | 1.ª        | 2014-15    | 26    | 2     | 10               | 0                | —                       | —                       | 36    | 2     |
| Palestino · Chile            | 1.ª        | 2015-16    | 11    | 0     | 2                | 0                | 2                       | 0                       | 15    | 0     |
| Palestino · Chile            | 1.ª        | 2016-17    | 21    | 1     | 3                | 0                | 6                       | 1                       | 30    | 2     |
| Palestino · Chile            | 1.ª        | 2017       | 5     | 0     | 3                | 0                | 4                       | 0                       | 12    | 0     |
| Palestino · Chile            | 1.ª        | 2018       | 22    | 1     | 8                | 0                | —                       | —                       | 30    | 1     |
| Palestino · Chile            | Total club | Total club | 87    | 4     | 31               | 0                | 12                      | 1                       | 130   | 5     |
| Audax Italiano · Chile       | 1.ª        | 2019       | 20    | 1     | 4                | 0                | —                       | —                       | 24    | 1     |
| Audax Italiano · Chile       | 1.ª        | 2020       | 25    | 0     | —                | —                | 4                       | 0                       | 29    | 0     |
| Deportes Antofagasta · Chile | 1.ª        | 2021       | 23    | 0     | 1                | 0                | 1                       | 0                       | 25    | 0     |
| Deportes Antofagasta · Chile | Total club | Total club | 23    | 0     | 1                | 0                | 1                       | 0                       | 25    | 0     |
| Audax Italiano · Chile       | 1.ª        | 2022       | 5     | 0     | 0                | 0                | —                       | —                       | 5     | 0     |
| Audax Italiano · Chile       | Total club | Total club | 50    | 1     | 4                | 0                | 4                       | 0                       | 58    | 1     |
| Total club                   | Total club | Total club | 178   | 7     | 36               | 0                | 17                      | 1                       | 231   | 8     |
| 1. 2. 3.                     |            |            |       |       |                  |                  |                         |                         |       |       |

## Palmarés

### Títulos nacionales
| Título     | Equipo    | País  | Año  |
| ---------- | --------- | ----- | ---- |
| Copa Chile | Palestino | Chile | 2018 |